# Oued Keberit
Oued Keberit (în arabă وادى الكبريت) este o comună din provincia Souk Ahras, Algeria.
Populația comunei este de 4.992 de locuitori (2008).